# Zamek Okoř
Okoř – ruiny zamku znajdujące się w miejscowości o tej samej nazwie, w kraju środkowoczeskim, około 15 km na północny zachód od centrum Pragi. Został wybudowany w dolinie pomiędzy polem a niewielką skałą opływaną przez Zákolanský potok. Jako jeden z nielicznych czeskich zamków, został usytuowany poniżej poziomu okolicznych wzgórz.

## Historia
Zamek został zbudowany przed rokiem 1359, w miejscu wcześniejszej budowli z drugiej połowy XIII w. Pierwszym właścicielem był bogaty praski mieszczanin František Rokycanský. Zamek należał do jego rodziny przez prawie 50 lat, po czym wszedł w posiadanie innej praskiej rodziny mieszczańskiej. W roku 1421 Okoř bez walki zajęli Husyci. W pierwszej połowie XV został przebudowany. Zamek poważnie ucierpiał w czasie wojny trzydziestoletniej. Kolejni właściciele zamku – jezuici z praskiego Clementinum dostosowali go do swoich potrzeb, jednak po kasacji zakonu w roku 1773 zdemontowano i sprzedano zamkowe dachy. Od tej pory zamek zaczął stopniowo obracać się w ruinę. Około roku 1800 zawaliła się połowa wieży.

## Dzisiaj
Zamek Okoř jest dzisiaj trwałą ruiną, udostępnioną do zwiedzania w określonych godzinach.

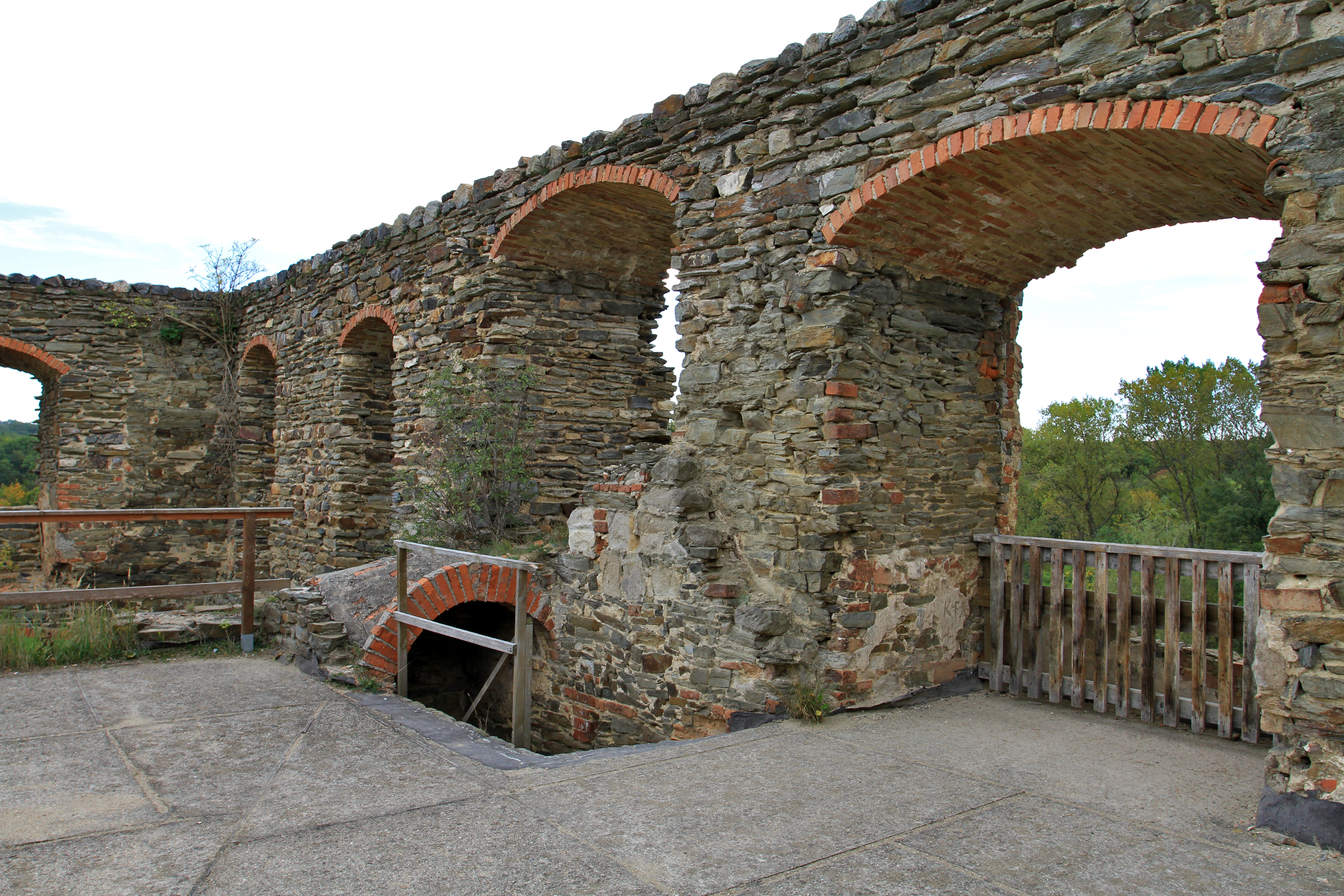
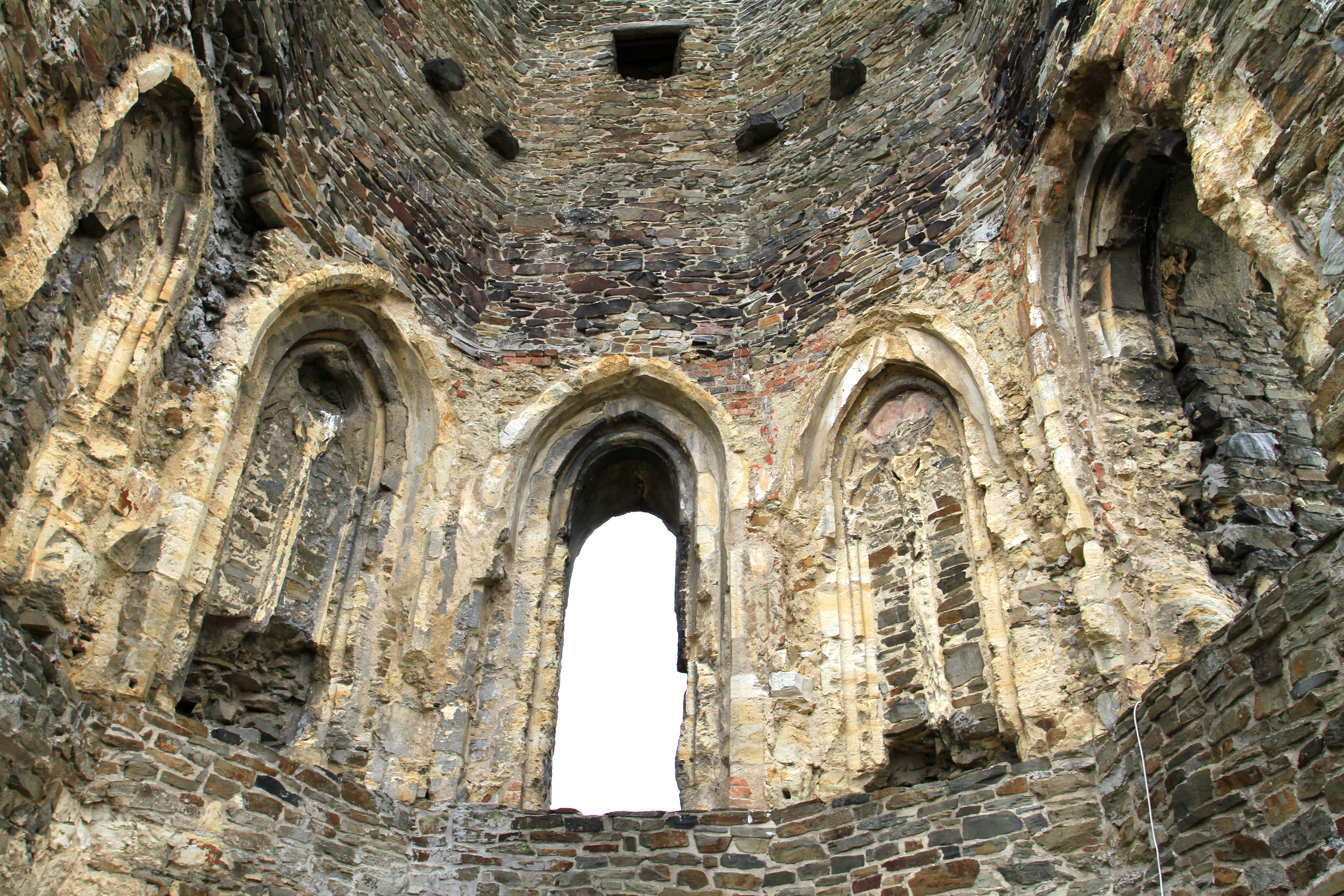
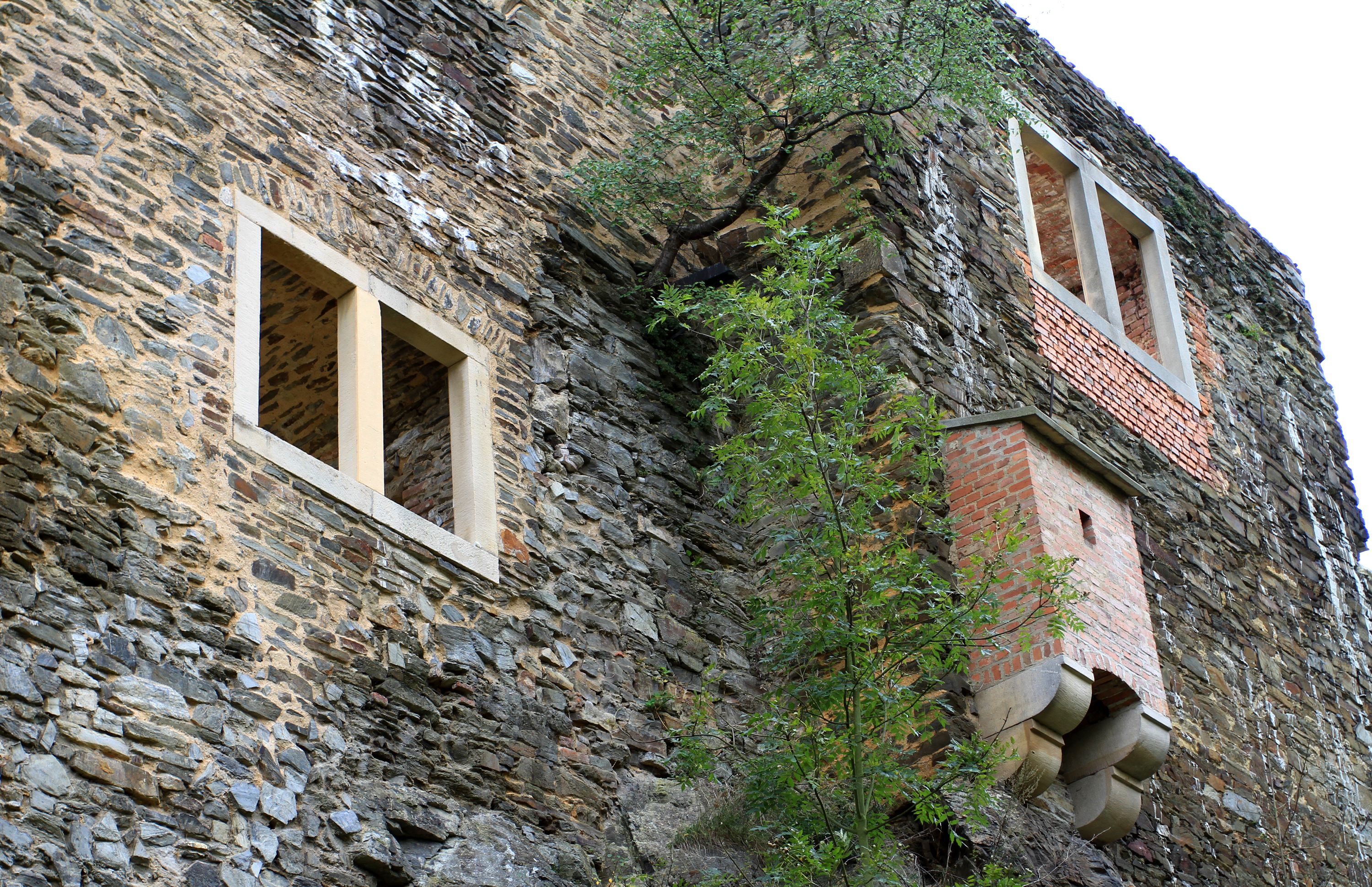
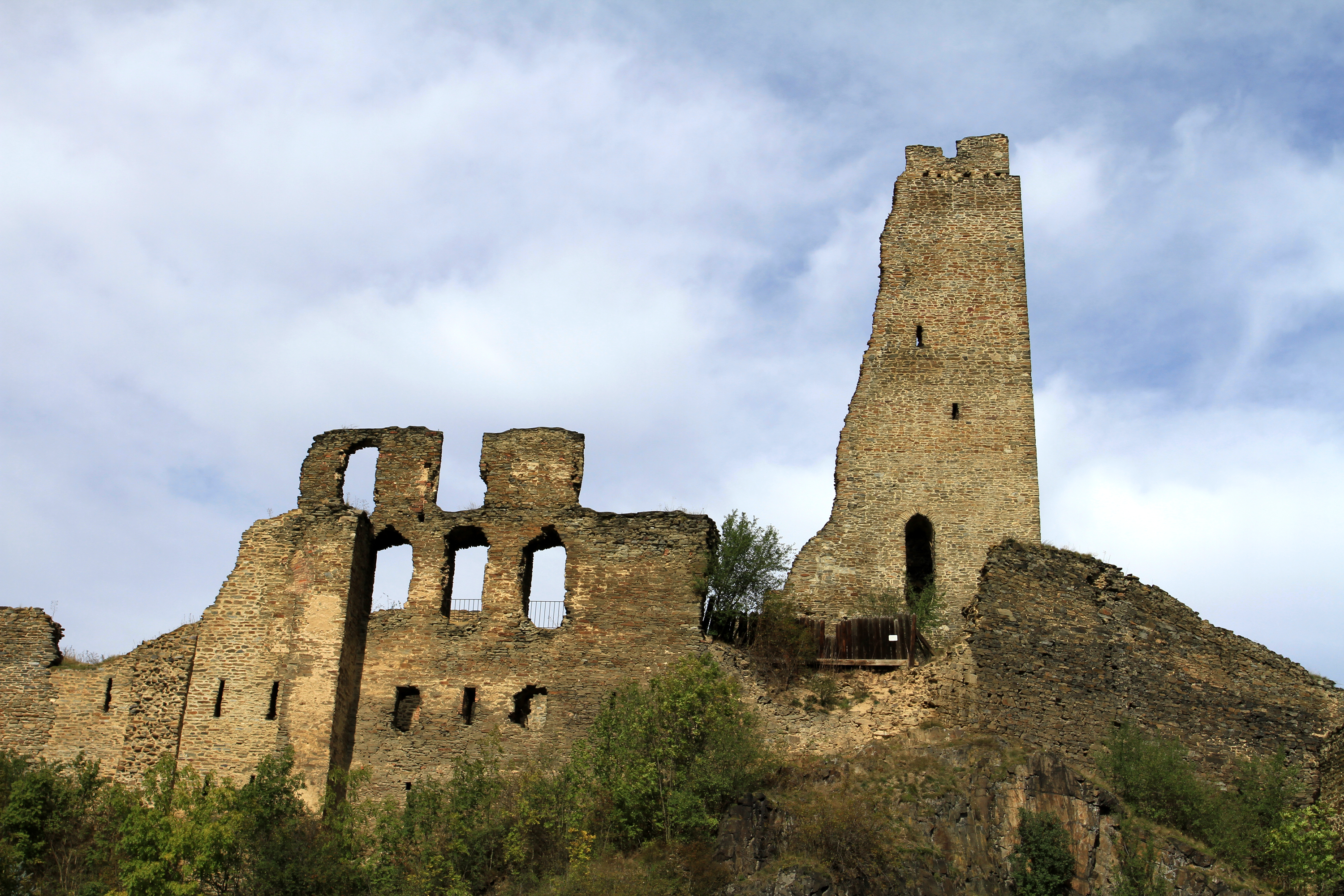
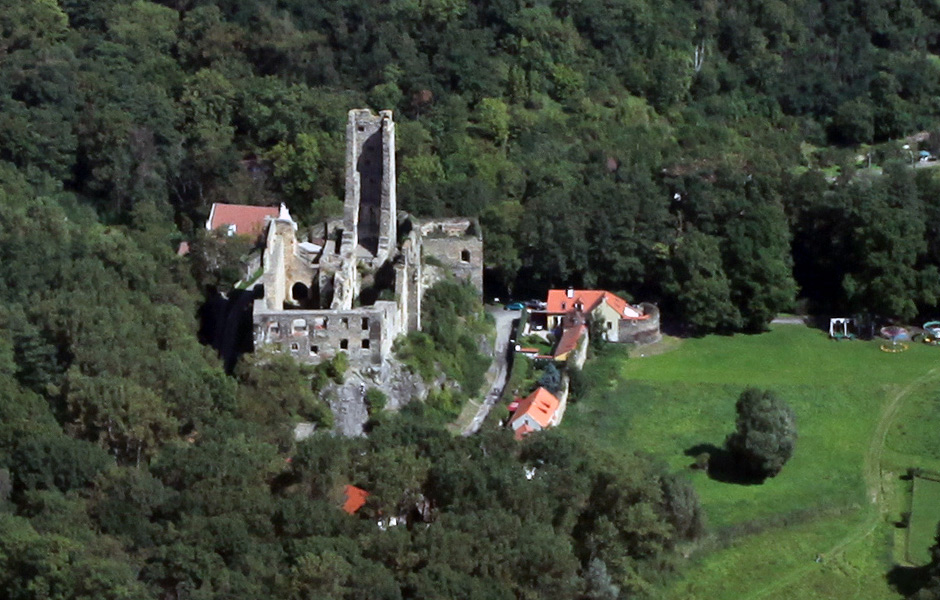